# Wiesław Prus-Głowacki
Wiesław Aleksander Prus-Głowacki (ur. 12 grudnia 1942 w Wagramie, zm. 30 września 2024) – profesor, doktor habilitowany nauk biologicznych, specjalista w zakresie genetyki, genetyki populacyjnej, chemotaksonomii.

## Życiorys
W 1966 ukończył studia na Uniwersytecie im. Adama Mickiewicza w Poznaniu, po studiach był stażystą i doktorantem w Instytucie Uprawy, Nawożenia i Gleboznawstwa w Puławach, tam w 1972 obronił pracę doktorską. Od 1971 był zatrudniony w Zakładzie Genetyki UAM. W 1982 uzyskał stopień doktora habilitowanego, w 1996 otrzymał tytuł profesora. Był prodziekanem Wydziału Biologii UAM (1984-1985, 1994-1996).
Był przewodniczącym Rady Naukowej Instytutu Dendrologii PAN.